# Grannos Patera
La Grannos Patera è una struttura geologica della superficie di Io.